# Drosáto
Drosáto är en ort i Grekland.   Den ligger i prefekturen Nomós Kilkís och regionen Mellersta Makedonien, i den norra delen av landet, 400 km norr om huvudstaden Aten. Drosáto ligger 207 meter över havet och antalet invånare är 1 148.
Terrängen runt Drosáto är kuperad åt sydost, men åt nordväst är den platt. Terrängen runt Drosáto sluttar västerut. Runt Drosáto är det glesbefolkat, med 18 invånare per kvadratkilometer. Drosáto är det största samhället i trakten. Trakten runt Drosáto består till största delen av jordbruksmark.